# Kristevik (västra delen) och del av Sund
Kristevik (västra delen) och del av Sund var före 2015 en av SCB avgränsad och namnsatt småort i Uddevalla kommun i Västra Götalands län. Småorten omfattade bebyggelse nordväst om Sundsandvik i Högås socken.
Området räknas från 2015 till tätorten Kristevik och Sundsandsvik.